# 池田政喬
池田 政喬（いけだ まさたか）は、岡山藩の家老。天城池田家第7代当主。

## 生涯
元文4年（1739年）、岡山藩第4代藩主池田継政の子として岡山で生まれる。明和3年（1766年）、叔父である池田政純の養子として天城領3万石を相続、支藩主並みの待遇を受ける。政純の嫡男であった政辰の遺児・政真を養子としていたが、政真は安永7年（1778年）に20歳で早世した。寛政3年（1791年）、隠居して次男の政孝に家督を譲った。長男の政恒は別に5000石の知行を受け、藩の家老となっている。文化6年（1809年）7月15日没。享年71。

## 人物
人柄は温和でつつしみ深く、親には孝を尽くし、兄の藩主宗政に対しては慎み敬い、家臣に対しては慈愛を持って接した。また、書画、散楽、茶の湯を好み、その技に秀でた文化人であった。岐阜県揖斐郡池田町龍徳寺所蔵の池田恒興像と池田元助像の賛は、政喬のものである。